# 聖剣伝説 RISE of MANA
『聖剣伝説 RISE of MANA』（せいけんでんせつ ライズ オブ マナ）はスクウェア・エニックスから配信されていたスマートフォン用ゲームソフト。聖剣伝説シリーズの外伝作品。略称は『聖剣RoM』。基本プレイは無料で、課金アイテムが存在する。2014年3月6日にiOS版がリリース、2014年6月26日にAndroid版がリリースされた。
2014年秋にコンシューマ（PlayStation Vita）版のリリースを発表、2015年5月14日に配信が開始された。
2016年3月31日をもってサービス終了。

## 概要
聖剣伝説シリーズの完全新作として、スマートフォン向けに開発されたアクションRPG。戦闘中にキャラクターを切り替えることでアクションが変わる「転身システム」や、「魔ペット」と呼ばれるキャラクターと一緒に冒険できるシステムが本作の特徴。多人数で協力して巨大な敵と戦うレイドバトルや、ランキングを競うイベントなども開催される。
本作は聖剣伝説シリーズの外伝として開発されており、モンスターのラビや商人のニキータなど、過去の聖剣シリーズでおなじみのキャラクターが多数登場している。他シリーズとの時系列のつながりは不明。
基本プレイは無料で「精霊石」と呼ばれる課金アイテムが存在し、コンティニューやくじびき（ガチャ）、行動力の回復等に利用できる。精霊石は課金の他に、クエストのクリア報酬やキャンペーンでの配布などでも入手することが可能。

## ストーリー
光の面ラスタと闇の面ダルカ、表裏ふたつの面に分かれている天界では、はるか昔より天使たちと悪魔たちが戦い続けていた。
第一天使長と第一悪魔長の二人は、戦闘中マナの滝に引きずり込まれ人界へと落ちてしまう。
失った力を補うため、一時休戦しひとつの体に同化した二人は、天界へ戻るための手がかりを探し始める。

## 音楽
作中のBGMは関戸剛、伊藤賢治、菊田裕樹、下村陽子が担当。
テーマソング『Believe in the Spirit』
歌 - KOKIA
オリジナル・サウンドトラックに収録。
『聖剣伝説 RISE of MANA オリジナル・サウンドトラック』
発売元：株式会社スクウェア・エニックス
発売日：2014年4月23日
品番：SQEX-10433

## コラボレーション
拡散性ミリオンアーサー
本作側では武器アイテムが、ミリオンアーサー側では本作キャラクターのカードが入手できる。
最強ガーディアン・クルス
本作側ではバンシーの魔ペットを、ガーディアン・クルス側ではラビのカードを入手できる。
ドラゴンクエストIV 導かれし者たち（iOS版）
ドラゴンクエストIVを購入すると本作側では天空の剣が、ドラゴンクエストIV側ではドラゴンローブが入手出来る。また、ドラゴンクエストに登場する武器が入手できるチャレンジクエストが開催される。
ドラゴンクエストVIII 空と海と大地と呪われし姫君（iOS版）
ドラゴンクエストVIIIを購入すると本作側では竜神王の剣が、ドラゴンクエストVIII側ではオリハルコンが入手出来る。
エンペラーズ サガ
ボスとしてリアルクィーンが登場する限定クエストが開催される他、サガシリーズの武器やキャラクターが精霊石くじで期間限定で登場する。またエンペラーズ サガ側では本作のキャラクターのカードを入手できる。
ファイナルファンタジー アギト
巨大トンベリが登場するレイドバトルが開催される他、サボテンダーやモーグリ等のFFアギトのキャラクターや武器が精霊石くじで期間限定で登場する。FFアギト側では本作の武器であるグリフィンスピアが入手できる。
三国志乱舞
コラボ限定武器「九鈎刀（大剣）」が手に入る。また三国志乱舞でコラボ限定武将が入手できるシリアルコードが発行される。
ブレイブリーデフォルト
ブレイブリーデフォルトのキャラクターが魔ペットとして登場する。
ドラゴンスカイ
本作側ではドラゴンスカイに登場する武器が、ドラゴンスカイ側では本作キャラクターであるイリスのカードがそれぞれ入手できる。
聖剣伝説2
聖剣2のキャラクターであるランディ、プリム、ポポイや限定武器が入手できる。
ブレイブフロンティア
本作、スマホ版聖剣2とブレイブフロンティアの3作品でのコラボ。本作では初めての他社作品とのコラボとなった。
ダービーインパクト
限定武器「気合の鞭」が入手出来る。
メルクストーリア
本作側ではクエストの報酬や精霊石くじからメルクストーリアに登場する武器やキャラクターを入手できる。メルクストーリア側でも本作や聖剣2のキャラクター達が登場し、コラボオリジナルストーリーが展開される。
ファイナルファンタジーIV／ファイナルファンタジーIV ジ・アフターイヤーズ -月の帰還-
FFIVに登場するゴルベーザ四天王の一人、火のルビカンテがステージボスの限定クエストが配信される。また、セシル、カイン、ローザなどのFFIVのキャラクター達や、ゴッドハンド、ペルセウスの弓などの武器が入手出来る精霊石くじが実施される。
聖剣伝説3
聖剣3に登場する闇の神獣ゼーブルファーと戦うレイドバトルや、死を喰らう男、美獣イザベラ、紅蓮の魔導師がステージボスとして出現する限定クエストが配信される。また聖剣3のキャラクターの魔ペットや武器が入手出来る精霊石くじが実施される。ビルとベンも魔ペットとして入手できる。
聖剣伝説DS CHILDREN of MANA
聖剣COMのキャラクターであるワンダラーが魔ペットとして登場。
聖剣伝説 LEGEND OF MANA
聖剣LOMに登場する不死皇帝と闘うレイドバトルや、シエラ、ラルク、レディパールらがボスとして登場する限定クエストが配信される。精霊石くじでは燃える商魂グラブなどの武器や聖剣LOMのキャラクターの姿をした魔ペットが入手できる。